# 六角氏郷
六角 氏郷（ろっかく うじさと）は、『江源武鑑』の著者とされる人物。六角氏嫡流の六角義郷の嫡男であり、母は織田秀信の娘。別名に兵部。印は「江源明流」であると称している。通説では偽書作者である沢田源内が称していた名前とされ、系図類や『江源武鑑』で称されている経歴は正しいと見られていない。

## 僭称者としての六角氏郷
寛文（1661年 - 1673年）頃には神戸能房が『伊勢記』において「氏郷云己称其子孫、偽作江源武鑑、剰今世三十巻之大系図（氏郷と称する自称子孫が、江源武鑑や大系図などの偽書を作成した）」としており、この頃には「六角氏郷」を称した人物が存在していたことが示される。貞享年間（1684年-1688年）頃には「六角兵部氏郷」の筆による六角氏系図が作成されている。加賀藩士佐々木定賢は、宝永5年（1708年）の『佐々木氏偽宗辯』において、六角兵部氏郷を称する「沢田武兵衛の子」が京都で「中務大輔」の官途を称して六角氏に関わる偽伝を流布させたとしている。建部賢明はこの「氏郷」の通称が源内であったとしている。

## 『江源武鑑』や諸系図類による生涯
元和7年（1621年）、六角義郷の初めての子として生まれる。幼名は曽祖父六角氏綱にあやかり龍武。母親は織田秀信の娘で、和田孫太夫が大阪で盗み取り、百姓に育てられていたところを義郷が娶ったのだという。元和9年（1623年）5月に数え年3歳で元服を果たし、四郎氏郷と称した。7月9日に父親の義郷が死亡。家臣を従え武士として京に暮らしていた。
教養深く言うべきことを言う性質で、相国寺住持愚渓等厚、汝舟妙恕とも交流があり、寛文3年（1663年）9月晦日には愚渓と夢窓国師の降誕年代について論じ、当時信じられていた説の誤りを正したという。また佐々木六角氏の正統として佐々木氏本家系図「金泥の巻き」を所持、四位の位階を持ち、後水尾天皇から院昇殿を許されていたともされる。
京極氏が所蔵していた『京極氏家臣某覚書抜萃』によると、浪人でありながら四位以上の者にしか許されない白小袖を着用していたため、天和年間に京都所司代稲葉正則の取調べを受けたことがあるが、家伝の永補任御免許について言及、実物も持参し堂々と返答して事なきを得たという。稲葉はこの件について、丸亀藩主京極高豊に書状を送って照会し、「六角兵部という者なら知っている」との回答を得ている。また氏郷に実子がなかったことから六角家に代々伝わる家宝七品を高豊に贈り、高豊の子を迎えて後継者としたという。
京極高豊とはこの一件以降親交が深く、氏郷は京極家から合力銀を受けていたとされる。なお氏郷は京極からの養子縁組前にも養子を迎えていたといい、同じ宇多源氏の堂上家である庭田家から庭田雅純の子・重条がそれである。ただし重条は実兄・雅秀が病弱のため庭田家を継ぐため養子を解消したという。その後も筑前黒田家や津和野亀井家に家宝を譲渡し後継者を得ようとしたが、成功していない。
その高豊の子を養子とした3年後に氏郷が丸亀を訪れた折には、彼を京極家一門として3000石を給し、丸亀に迎えようとの話が出たといもいわれる。
『葉隠聞略』においては、鍋島直茂が氏郷を六角氏の正統として認識していた発言が記載される。
在野の歴史研究家佐々木哲は、これらの資料から、当時の人々に氏郷が六角氏正嫡として認められていたと主張している。
元禄6年（1693年）、死去。享年73。沙沙貴神社所蔵佐々木系図に官位が記載されている。なお佐々木は、氏郷と同一人物とされる沢田源内に対し、沙沙貴神社所蔵佐々木系図において万治3年（1660年）に没した沢田郷重のことで、六角氏郷とは別人としている。この没年に従うと、氏郷と源内は別人となる。

### 子孫
六角義郷の子孫と称する六角敦周（1727年～？）は、1768年（明和5年）に滝口武者に任じられ、佐渡守にまで昇進、滝口六角家として幕末まで存続した（『地下家伝』）。敦周の子・敦義（生没年不詳）は『御遷幸供奉色目抄』を著し、学者としても名を成した。また、娘婿である医師有馬重雅の子孫に医師六角重任がおり、天明年間『古方便覧』『疾医新話』などの著作を残している。
また、郷土史家の田中政三は、『近江源氏』第二巻で、夭折した氏郷の後継として、摂関家の近衛氏の嫡男を養子として迎え、名を義尋（よしひろ）と改め、佐々木を継承しているとしている。